# Saint-Germain-le-Gaillard (Eure i Loir)
Saint-Germain-le-Gaillard és un municipi francès, situat al departament de l'Eure i Loir i a la regió de Centre – Vall del Loira. L'any 2007 tenia 325 habitants.

## Demografia

### Població
El 2007 la població de fet de Saint-Germain-le-Gaillard era de 325 persones. Hi havia 119 famílies, de les quals 24 eren unipersonals (12 homes vivint sols i 12 dones vivint soles), 29 parelles sense fills, 54 parelles amb fills i 12 famílies monoparentals amb fills.
La població ha evolucionat segons el següent gràfic:
Habitants censats

### Habitatges
El 2007 hi havia 138 habitatges, 121 eren l'habitatge principal de la família, 16 eren segones residències i 1 estava desocupat. Tots els 138 habitatges eren cases. Dels 121 habitatges principals, 105 estaven ocupats pels seus propietaris i 15 estaven llogats i ocupats pels llogaters; 4 tenien dues cambres, 8 en tenien tres, 24 en tenien quatre i 85 en tenien cinc o més. 102 habitatges disposaven pel capbaix d'una plaça de pàrquing. A 43 habitatges hi havia un automòbil i a 73 n'hi havia dos o més.

### Piràmide de població
La piràmide de població per edats i sexe el 2009 era:
| Homes | Edats   | Dones |
| ----- | ------- | ----- |
| 0     | 95 o +  | 0     |
| 0     | 90 a 94 | 0     |
| 0     | 85 a 89 | 4     |
| 0     | 80 a 84 | 0     |
| 4     | 75 a 79 | 0     |
| 12    | 70 a 74 | 4     |
| 0     | 65 a 69 | 20    |
| 8     | 60 a 64 | 0     |
| 8     | 55 a 59 | 8     |
| 8     | 50 a 54 | 0     |
| 4     | 45 a 49 | 0     |
| 16    | 40 a 44 | 16    |
| 16    | 35 a 39 | 12    |
| 4     | 30 a 34 | 4     |
| 4     | 25 a 29 | 4     |
| 4     | 20 a 24 | 4     |
| 4     | 15 a 19 | 0     |
| 12    | 10 a 14 | 16    |
| 4     | 5 a 9   | 8     |
| 4     | 0 a 4   | 8     |

## Economia
El 2007 la població en edat de treballar era de 207 persones, 168 eren actives i 39 eren inactives. De les 168 persones actives 160 estaven ocupades (85 homes i 75 dones) i 8 estaven aturades (5 homes i 3 dones). De les 39 persones inactives 20 estaven jubilades, 14 estaven estudiant i 5 estaven classificades com a «altres inactius».

### Ingressos
El 2009 a Saint-Germain-le-Gaillard hi havia 117 unitats fiscals que integraven 325 persones, la mediana anual d'ingressos fiscals per persona era de 20.910 €.

### Activitats econòmiques
Dels 4 establiments que hi havia el 2007, 1 era d'una empresa de fabricació d'altres productes industrials, 1 d'una empresa de construcció, 1 d'una empresa de transport i 1 d'una empresa de serveis.
L'únic servei als particulars que hi havia el 2009 era un guixaire pintor.
L'any 2000 a Saint-Germain-le-Gaillard hi havia 7 explotacions agrícoles.

## Poblacions més properes
El següent diagrama mostra les poblacions més properes.